# Ван Ґенд ен Лоос проти Нідерландської податкової адміністрації
Ван Ґенд ен Лоос проти Нідерландської податкової адміністрації 1963 року (англ. Van Gend en Loos v Nederlandse Administratie der Belastingen (1963); іноді; справа 26/62) — знакове рішення Суду Справедливості, яке встановило, що положення Договору про функціонування Європейської економічної спільноти (теперішньої Європейської Унії) можуть створювати юридичні права, які можуть виконуватися як фізичні та юридичні особи в судах держав-членів Спільноти. Тепер це називається принципом прямої дії. Ця справа, як і «Коста проти ENEL», визнані одними з найважливіших і, можливо, найвідоміших прецедентів права Європейської Унії.
Справа виникла через рекласифікацією хімічної речовини державами Бенілюксу в митну категорію, яка передбачає вищі митні збори. Попередні запитання поставила Нідерландська тарифна комісія у суперечці між компанією Ван Ґенд ен Лоос і Нідерландським податковим управлінням (Nederlandse Administratie der Belastingen). Суд Справедливості постановив, що це порушило положення договору, яке вимагає від держав-членів поступового зниження митних зборів між собою, постановив, що позови про порушення прав можуть подавати фізичні особи до національних судів, а не тільки самі держави-члени Європейських Спільнот.
З 2024 року справа «Ван Ґенд ен Лоос» виноситься на ЄДКІ за спеціальностями 081 «Право» та 293 «Міжнародне право» в розділі основ права Європейського Союзу.

## Зміст
Ван Ґенд ен Лоос, поштова та транспортна компанія, яка імпортувала карбамідоформальдегідну смолу із Західної Німеччини до Нідерландів. Влада стягувала з них мито на імпорт. Ван Ґенд ен Лоос заперечили, заявивши, що це було явним порушенням статті 12 Римського договору (зараз заміненої статтею 30 ДФЄУ), яка зазначала:
"Держави-члени утримуються від запровадження між собою будь-яких нових митних зборів на імпорт та експорт або будь-яких зборів, що мають еквівалентну дію, а також від підвищення тих, які вони вже застосовують у своїй торгівлі одна з одною."
Ван Ґенд ен Лоос сплатив тариф, але потім спробували повернути гроші в національному суді (Tariefcommissie). Tariefcommissie звернулася до Суду Справедливості з преюдиційним запитом, запитуючи, чи наділяє тодішня стаття 12 Римського договору правами громадян держави-члена, які можуть бути реалізовані в національних судах.
Тарифна комісія стверджувала:
(i) оскільки Нідерланди здебільшого виконали статтю 12 (шляхом загального зниження та скасування тарифів), виняткове підвищення тарифу на карбамідоформальдегідну смолу не слід враховувати (de minimis lex non curat); і
(ii) що договір був угодою між державами-членами, і оскільки імпортери, очевидно, не були сторонами договору, вони не мали locus standi.
У висновку генерального адвоката Ремера було зазначено, що деякі положення договору можуть мати «пряму дію» (що громадяни можуть на них покладатися), але стаття 12 не є однією з них.

## Судове рішення
Ігноруючи думку генерального адвоката, Суд Справедливості постановив, що Ван Ґенд ен Лоос можуть повернути гроші, сплачені за тарифом.
Стаття 12 може створювати особисті права для Ван Ґенд ен Лоос, навіть якщо про це прямо не вказано. Нідерланди не могли ввести вищий тариф, ніж той, що діяв 1 січня 1958 року (коли договір набув чинности).
Підвищення тарифу може виникнути або через підвищення ставки, або через перекласифікацію продукту в категорію з вищим рейтингом; обидва були незаконними відповідно до статті 12. Питання щодо правильного тарифу на карбамідоформальдегідну смолу (тобто того, який правильно застосовувався 1 січня 1958 року) було передано на розгляд національного суду.
|  | Спільноти є новим правовим порядком міжнародного права, в інтересах якої держави обмежили свої суверенні права в деяких сферах, і суб'єктами якого є не тільки держави-члени, а й їхні громадяни. Таким чином, незалежно від законодавства держав-членів, право Спільнот не тільки накладає зобов'язання на окремих осіб, а й покликане наділити їх правами, які стають частиною їхньої правової спадщини. Ці права виникають не тільки в тих випадках, коли вони прямо надаються договором, а й у силу зобов'язань, які договір накладає чітко визначеним чином на окремих осіб, а також на держави-члени та інститути Спільнот. [...] Формулювання статті 12 містить чітку і безумовну заборону, яка є не позитивним, а негативним зобов'язанням. Крім того, це зобов'язання не містить жодних застережень з боку держав, які б ставили його виконання в залежність від позитивних законодавчих заходів, прийнятих відповідно до національного законодавства. Сама природа цієї заборони робить її ідеально пристосованою для безпосереднього впливу на правовідносини між державами-членами та їхніми суб'єктами. |

Суд Справедливості вирішив, що той факт, що невиконання державами-членами законодавства Європейських Спільнот може контролюватися за допомогою примусових позовів, ініційованих або Комісією, або іншою державою-членом, не означає, що фізичні та юридичні особи не повинні також діяти як правозастосувачі в національних судах. Було названо дві причини. Перше полягало в тому, що невизнання концепції прямої дії не забезпечить достатній правовий захист особам. По-друге, індивідуальне примусове виконання було ефективним механізмом нагляду. Доступність нагляду та юридичне застосування прав за статтею окремими особами, комісією та державами-членами описано Стівеном Везеріллом як «подвійна пильність».

## Значимість
Справа є підставою для твердження про те, що достатньо чіткі та безумовні положення Римського договору мають пряму дію (на відміну від прямого застосування) у їх застосуванні проти держави.
Справа є ілюстрацією креативної юриспруденції Суду Справедливості. Доктрина прямої дії в Договорі не згадується. Суд обґрунтував доктрину прямої дії на основі автономного характеру правового порядку, створеного Римським договором. Автономія правового порядку Європейських Спільнот означає, що право Європейських Спільнот саме вирішує спосіб, у який воно створює наслідки для національних правопорядків. Суд Справедливості постановив, що автономія права Європейських Спільнот була необхідною для забезпечення дотримання державами-членами своїх зобов’язань за Римським договором. Ймовірно, Суд Справедливості ухвалив це рішення під впливом французького судді Робера Лекура, який був призначений до суду в травні 1962 року. Промови та твори Лекура неодноразово пов’язували доктрину прямої дії з придушенням міждержавної помсти та односторонніми захисними механізмами в рамках Європейської економічної спільноти.
Цей випадок ілюструє процедуру забезпечення виконання законодавства Європейської Унії на національному рівні  —  пряма дія не вимагає від Комісії подання позову проти держави. Це важливо, оскільки забезпечує більш ефективний розподілений механізм примусового виконання.